# AG2R La Mondiale
AG2R La Mondiale è una società di assicurazioni francese, nata nel 2008 dalla fusione di La Mondiale, un gruppo mutualistico nato nel 1905, e AG2R, un gruppo paritario nato nel 1951.
Dal 2008 è il main sponsor della squadra ciclistica francese omonima, che dal 2000 al 2007 fu sponsorizzata dalla AG2R.

## Sito ufficiale
- (FR) Sito ufficiale, su ag2rlamondiale.fr.